# Reinhard Oppel
Pour les articles homonymes, voir Oppel.
Julius Reinhard Oppel (Grünberg (Hesse) 1878 — Leipzig, 1941) est un compositeur, organiste et professeur allemand,.

## Biographie
Il étudia au conservatoire Hoch à Francfort dès 1897 avec Iwan Knorr. Puis fut, de 1903 à 1909, organiste et chef de chœur à Bonn. Il passe son doctorat à Munich avec une thèse sur le compositeur Jacob Meiland (1911), et dès la même année enseigne en tant que professeur de composition au conservatoire de musique de Kiel. Il effectue son service militaire sur le front de l'Est et à l'Ouest entre 1914 et 1919. Après avoir complété son habilitation (Beiträge zur Melodielehre) en 1924, il est professeur à Kiel (1924–31) à partir de 1928, et enseigne la théorie musicale au conservatoire de Leipzig jusqu'en 1940.
Oppel était un étudiant, un correspondant et un ami d'Heinrich Schenker et il essaya de faire connaître l'analyse schenkérienne alors qu'il était professeur à Leipzig.
Oppel critiquait ouvertement les nazis. Jusqu'en 1938 Oppel joua souvent de l'orgue dans les lieux de culte protestants et catholiques mais également dans les synagogues.

## Œuvres
- Pièces pour piano : 5 Pièces op. 21, Suite op. 26 et 4 Préludes op. 27.
- Quatuor à cordes no 4 en fa mineur, op. 33 (publié en 1928, éditions Peters)[6]
- Sonate en ré mineur pour violon, op. 12 (auto-publié 1910)[7].
- Suite en mi mineur pour violon seul, op. 19 (auto-publié 1913)[8].

### Livres et articles
Essentiellement sur Jean-Sébastien Bach, Tchaikovsky :
- "Tschaikowsky als Liederkomponist." (Publié dans Neue Zeitschrift für Musik. Jg. 76/1909. p. 528–531.)
- Jacob Meiland (1542–1577). Ein Beitrag zur Musikgeschichte des Ansbacher Hofes, Diss[ertation]. Munich, 1911, Pfungstadt, 1911.
- Über Orgelstücke und Orgelspiel (Part 1: Betrachtungen und Ratschläge über Studium und Vortrag von Tonwerken für Orgel (mit Notenbeispielen) (Hecht, 1898)

## Enregistrements
Le pianiste coréen Heejung Kang a enregistré la musique de Schenker et de ses étudiants Reinhard Oppel, Paul Kletzki et Arnold Mendelssohn lors d'un concert :
- Rediscovered Lieder and Piano Pieces by Kletzki, Oppel, and Schenker, College of Music at UNT. 2002
- Piano Music Vol.1. Heejung Kang. Toccata Classics 2011